# Radovan Latković
Radovan Latković  (Daruvar, 13. travnja 1917. – Buenos Aires, 27. travnja 2004.), hrvatski publicist. Brat je Božidara Latkovića. Po struci je bio pravnik.

## Životopis
Rodio se je u Daruvaru. U Zagrebu i Parizu studirao je pravo.
Za drugoga svjetskog rata bio je upravitelj Državnoga zavoda za krugovalnu službu Hrvatski krugoval i ravnatelj Krugovalne postaje Zagreb od 1941. do 1942. godine. 1945. je godine otišao iz Hrvatske.
Godine 1947. je doktorirao  tezom iz ustavnog prava Il presidente della Repubblica nei rapporti tra il potere legislativo ed il potere esecutivo nella interpretazione delle attuali correnti giuridico-politiche francesi, nonchè degli ideatori del primo progetto di costituzione della quarta Repubblica u Vatikanu na Papinskom lateranskom sveučilištu.
Godine 1974. je postao član Hrvatskoga narodnog vijeća.
Bio je urednik Studije croatice 1984. – 1994., kada ga je naslijedio Jozo Vrljičak, a jedno vrijeme bio je predsjednik Hrvatsko-argentinskog kulturnog kluba u Buenos Airesu. 1984. godine postao je i predsjednik Hrvatsko-latinoameričkog kulturnog instituta (od 1969. do 1971.), a dužnost je obnašao također do 1994., kad ga je na tom mjestu naslijedio Ante Žuvela.

## Djela
Djela Radovana Latkovića:
- Hrvatsko stanovište o memorandumu Srpske akademije nauka i umetnosti, Saddle River, NJ., 1987. (suautor Mate Meštrović/"Matthew Mestrovic") (engl. izd. The Croatian response to the Serbian national program, Saddle River, NJ., 1988.)
- El futuro de Yugoslavia a traves de una retrospectiva historica, Buenos Aires, 1986.
- La crisis Yugoslava, Buenos Aires, 1989.
- Živjeli smo i borili se za Hrvatsku: moja sjećanja na borbu za ostvarenje hrvatske državne nezavisnosti i slobode hrvatskoga naroda: uspomene i dokumenti 1930. – 1990., Zagreb, 2001.

Pisao je članke za Hrvatsku reviju, reviju Marulić, časopis Testimonia croatica, Hrvatski iseljenički zbornik.
Zastupljen je u zborniku Budućnost iseljene Hrvatske u kojemu su većinom izlaganja sa simpozija Hrvatska dijaspora, jučer, danas, sutra, održanog u Zagrebu 1997. godine.